# Tatjana – Take Care Of Your Scarf
Tatjana – Take Care Of Your Scarf, auch Tatjana (finnischer Originaltitel: Pidä huivista kiinni, Tatjana), ist eine finnische Filmkomödie von Aki Kaurismäki aus dem Jahr 1994.

## Handlung
Valto lebt als Schneider in der finnischen Provinz. Die Probefahrt seines reparierten Autos, eines alten Wolga, mit dem Mechaniker Reino entwickelt sich zu einem klassischen Roadmovie.
Unterwegs werden die beiden männlichen Protagonisten von zwei Frauen aufgegabelt – der Estin Tatjana und der Russin Klavdia. Die Damen sind auf dem Weg zu einem finnischen Hafen, um mit einer Fähre nach Tallinn überzusetzen und von dort aus in ihre jeweilige Heimat zu reisen. Die vier Protagonisten verbindet – abgesehen von dem gemeinsamen Reiseziel – lediglich der ununterbrochene Tabakkonsum.
Der stets Kaffee trinkende Anzugträger Valto und der in pubertärer Rockermanier auftretende Reino finden zu keiner Kommunikation mit dem anderen Geschlecht. Letztendlich bleiben Tatjana und Reino gemeinsam in Estland. Klavdia geht ihres Weges und Valto kehrt in die heimische Schneiderei zu seiner Mutter zurück.

## Kritik
Der Film fand positives Echo in der Presse.

„Aki Kaurismäki versucht vergeblich, Stimmung und Charaktere seiner ‚Proletarischen Trilogie‘ (‚Ariel‘/‚Schatten im Paradies‘/‚Das Mädchen aus der Streichholzfabrik‘) wiederauferstehen zu lassen, erreicht aber nicht mehr als eine manieristische Erinnerungsarbeit.“

## Auszeichnungen (Auswahl)
Die Produktion wurde 1995 mit dem Jussi als Bester Film ausgezeichnet. Ferner gewann Kameramann Timo Salminen einen Preis für seine Kameraarbeit.